# Magali Collet
 (mars 2024).
La mise en forme du texte ne suit pas les recommandations de Wikipédia : il faut le « wikifier ».
Les points d'amélioration suivants sont les cas les plus fréquents. Le détail des points à revoir est peut-être précisé sur la page de discussion.
- Les titres sont pré-formatés par le logiciel. Ils ne sont ni en capitales, ni en gras.
- Le texte ne doit pas être écrit en capitales (les noms de famille non plus), ni en gras, ni en italique, ni en « petit »…
- Le gras n'est utilisé que pour surligner le titre de l'article dans l'introduction, une seule fois.
- L'italique est rarement utilisé : mots en langue étrangère, titres d'œuvres, noms de bateaux, etc.
- Les citations ne sont pas en italique mais en corps de texte normal. Elles sont entourées par des guillemets français : « et ».
- Les listes à puces sont à éviter, des paragraphes rédigés étant largement préférés. Les tableaux sont à réserver à la présentation de données structurées (résultats, etc.).
- Les appels de note de bas de page (petits chiffres en exposant, introduits par l'outil «  Source ») sont à placer entre la fin de phrase et le point final[comme ça].
- Les liens internes (vers d'autres articles de Wikipédia) sont à choisir avec parcimonie. Créez des liens vers des articles approfondissant le sujet. Les termes génériques sans rapport avec le sujet sont à éviter, ainsi que les répétitions de liens vers un même terme.
- Les liens externes sont à placer uniquement dans une section « Liens externes », à la fin de l'article. Ces liens sont à choisir avec parcimonie suivant les règles définies. Si un lien sert de source à l'article, son insertion dans le texte est à faire par les notes de bas de page.
- La présentation des références doit suivre les conventions bibliographiques. Il est recommandé d'utiliser les modèles {{Ouvrage}}, {{Chapitre}}, {{Article}}, {{Lien web}} et/ou {{Bibliographie}}. Le mode d'édition visuel peut mettre en forme automatiquement les références.
- Insérer une infobox (cadre d'informations à droite) n'est pas obligatoire pour parachever la mise en page.

Pour une aide détaillée, merci de consulter Aide:Wikification.
Si vous pensez que ces points ont été résolus, vous pouvez retirer ce bandeau et améliorer la mise en forme d'un autre article.
Pour les articles homonymes, voir Collet.
Magali Collet née le 5 octobre 1972 à Colombes, est une autrice française.

## Biographie
Magali, née à Colombes, est la fille de Serge Lossen, saxophoniste. Elle auteure de thrillers et professeure de musique dans l'Oise (en 2021).
En mars 2020, elle publie son premier livre La Cave aux poupées,. aux éditions Taurnada qui obtient le prix Livraddict en 2021 dans la catégorie Thriller, devient coup de cœur du Chien jaune, festival du polar de Concarneau la même année. 
En novembre 2021 sort Les Yeux d'Iris, et en octobre 2022 paraît son troisième roman Comme une image qui obtient le Prix 2023 du Salon du livre de la Saussaye, et prix Livraddict 2023 dans la catégorie Thrillers.
En octobre 2022, elle rejoint le collectif Les Louves du polar, créé par Cécile Cabanac, Céline De Roany, Céline Denjean, Marlène Charine, Chrystel Duchamp et Agathe Portail. Ce collectif œuvre pour une meilleure représentation en librairie et dans les médias des femmes autrices de polars francophones. L’objectif est de « se fédérer, de mettre leur travail en valeur et de favoriser l’identification du polar féminin, trop souvent en manque de visibilité malgré la qualité de la production, auprès du lectorat. ».
En mai 2023 son quatrième livre, In vino veritas,, co-écrit avec Isabelle Villain, paraît, toujours aux éditions Taurnada.

## Œuvre

### Romans
- La Cave aux poupées, éditions Taurnada, 2020  (ISBN 978-2-37258-066-3)
- Les Yeux d'Iris, éditions Taurnada, 2021  (ISBN 978-2-37258-094-6)
- Comme une image, éditions Taurnada, 2022  (ISBN 978-2-37258-108-0)
- In vino veritas, éditions Taurnada, 2023  (ISBN 978-2372581172)
- La fille du Poulpe, Martinique Dry, éditions Moby Dick, 2025  (ISBN 9782820703620)

### Nouvelles
- Destins, 2020 [lire en ligne].
- Des cendres en héritage, co-écrit avec Isabelle Villain, 2021 [lire en ligne]